# Westview
『westview』（ウェストビュー）は、日本のポップ・ロックバンドMONKEY MAJIKが、2011年2月2日に発売した通算6枚目（メジャー4枚目）のオリジナルアルバム。

## 概要
インディーズ時代にリリースした2ndアルバム『eastview』のアナザーアルバムとして、「カナダ（東）から見た日本」をコンセプトとした『eastview』と反対に「ギリシャ（西）から見た日本」をコンセプトに制作され、ギリシャのサントリーニ島でのレコーディング及びミキシング、イギリスのロンドンでのマスタリングを行った。日本国外での制作活動は本アルバムが初。アルバムジャケットにもサントリーニ島での写真が使用されている。
LIVE映像付き限定盤（CD+DVD）、通常盤（CDのみ）の2形態で発売。
2010年12月8日に発売予定だったが、「夢の世界」と「the party's over」の制作の都合で2011年2月2日に延期された。

## 収録曲

### CD
1. Angel
  - 前アルバムに収録の「FOREVER」に続き、宮城県仙台三桜高等学校の合唱部がコーラスで参加。
2. The Man You Were
3. Sunshine
  - 読売テレビ、TOKYO MX、BS11アニメ『ぬらりひょんの孫』オープニングテーマ
4. 夢の世界
  - BeeTVドラマ『パーティーは終わった』主題歌
  - ミュージックビデオは2つのバージョンがある。
5. 魔法の言葉
  - ミュージックビデオには彼らの楽曲の中では初めてLIVE映像[3]が使用された。
6. Runaway
7. Disco Girl
8. Wonderland
9. Everything is going to be alright
  - 東京新聞『東京新聞一週間お試しキャンペーン』CMソング（関東地区限定）
10. the party's over
11. One Day
12. Safari
13. If I Knew
  - 関西テレビ『アシタノカタチ』テーマソング
14. HALO

### DVD
1. One Moment
2. I like pop
3. political believer
4. 5.30
5. Alright